# Теорема про свободу волі
Теорема про свободу волі — теорема Джона Конвея та Саймона Кохена, яка стверджує, що свобода волі людини в тому сенсі, що її вибір не є функцією минулого, за певних припущень означає, що свободу волі повинні мати деякі елементарні частинки. Стаття Конвея та Кохена була опублікована в журналі «Основи фізики» у 2006 році. У 2009 році автори опублікували сильнішу версію теореми в журналі «Повідомлення Американського математичного товариства». Пізніше, у 2017 році, Кохен уточнив деякі подробиці.

## Аксіоми
Доказ теореми, в тому вигляді, як вона була спочатку сформульована, спирається на три аксіоми, які Конвей і Кохен називають «плавцем» (англ. fin), «спіном» (англ. spin) і «близнюком» (англ. twin). Аксіоми спіну та близнюка можна перевірити експериментально.
1. Плавець: існує максимальна швидкість для поширення інформації (максимальна швидкість не обов'язково має бути швидкістю світла). Це припущення ґрунтується на причинно-наслідковому зв'язку.
2. Спін: квадрат компонента спіну певних елементарних частинок зі спіном один, взятий у трьох ортогональних напрямках, буде перестановкою (1,1,0).
3. Близнюк: можна «сплутати» дві елементарні частинки та рознести їх на значну відстань, щоб вони мали однакові квадрати спіну, якщо вимірювати в паралельних напрямках. Це є наслідком квантової заплутаності, але повна заплутаність не обов’язкова для виконання аксіоми близнюків (для виконання аксіоми заплутаність є достатньою, але не обов’язковою).

У своїй пізнішій статті 2009 року «Сильна теорема про свободу волі» Конвей і Кохен замінили аксіому «Плавця» слабшою під назвою «англ. Min», тим самим посиливши теорему. «Min» лише стверджує, що два експериментатори, розділені просторово, можуть робити вибір вимірювань незалежно один від одного. Зокрема, не постулюється, що швидкість передачі всієї інформації обмежена максимальним значенням, а лише конкретної інформації про вибір вимірювань. У 2017 році Кохен стверджував, що аксіому «Min» можна замінити на «Lin» — експериментально перевірену коваріацію Лоренца.

## Теорема
Теорема про свободу волі стверджує:
Якщо аксіоми виконуються і вибір вимірювання не залежить від інформації, доступної експериментаторам (припущення вільної волі), то результати вимірювань не можуть бути визначені будь-якими подіями до експерименту.
Теорема є випадком «відкритого результату», тобто результат експерименту принципіально неможливо передбачити або визначити будь-якою попередньою інформацією.
Якщо результат експерименту не визначений заздалегідь, то принаймні одна людина та одна частинка, які беруть участь у експерименті, мають певний ступінь свободи у своєму виборі
Оскільки теорема може бути застосовна до будь-якої довільної фізичної теорії, яка відповідає аксіомам, було б неможливо навіть розмістити інформацію в минуле Всесвіту спеціальним способом. Цей аргумент базується на теоремі Кохена–Шпекера, яка показує, що результат будь-якого індивідуального вимірювання спіну не був фіксованим незалежно від вибору вимірювань. Як стверджували Кейтор і Лендсман щодо теорій прихованих змінних: «Існувала подібна суперечність між ідеєю, що приховані змінні (у відповідному причинно-наслідковому минулому) повинні, з одного боку, включати всю онтологічну інформацію, яка стосується експерименту, але, з іншого боку, експериментатори повинні мати свободу вибору будь-яких параметрів».

## Сприйняття
Відповідно до Кейтора і Лендсмана, Конвей і Кохен доводять, що «детермінізм несумісний з низкою апріорних бажаних припущень». Кейтор і Лендсман порівнюють припущення «Min» з припущенням про локальність у теоремі Белла і роблять висновок на користь сильної теореми про свободу волі, що вона «використовує менше припущень, ніж теорема Белла 1964 року, оскільки не звертається до теорії ймовірностей». Філософ Девід Годжсон підтримує цю теорему, оскільки вона досить переконливо показує, що «наука не підтримує детермінізм». Квантова механіка показує, що «минуле не визначає сьогодення» — частинки діють у спосіб, який неможливо передбачити або пояснити їх попередньою історією. Деякі критики стверджують, що теорема може бути застосована лише до детермінованих (навіть не до стохастичних) моделей.

## Дивись також
- Нерівності Белла
- Компатибілізм
- Контекстуалізм[en]
- Контрфактична визначеність[en]
- Парадокс Ейнштейна — Подольського — Розена
- Лібертаріанство (метафізика)[en]
- Теорема про заборону комунікації
- Принцип близькодії
- Супердетермінізм
- Квантовий розум
- Оркестроване об'єктивне зведення[en]